# Geleitzug PQ 7A
Der Geleitzug PQ 7A war ein alliierter Nordmeergeleitzug, der im Dezember 1941 im isländischen Hvalfjörður zusammengestellt wurde und kriegswichtige Güter in das sowjetische Murmansk brachte. Die Alliierten verloren einen Frachter mit 5135 BRT.

## Zusammensetzung und Sicherung
Der Geleitzug PQ 7A setzte sich aus zwei Frachtschiffen zusammen. Am 26. Dezember 1941 verließ er Hvalfjörður (Lage) in Richtung Murmansk (Lage). Die Nahsicherung übernahmen die Trawler HMS Hugh Walpole und HMS Ophelia.
| Name         | Typ      | Flagge                 | Vermessung in BRT | Verbleib                                 |
| ------------ | -------- | ---------------------- | ----------------- | ---------------------------------------- |
| Cold Harbour | Frachter | Panama                 | 5010              |                                          |
| Waziristan   | Frachter | Vereinigtes Königreich | 5135              | am 2. Januar durch U 134 versenkt (Lage) |

## Verlauf
Am 2. Januar 1942 versenkte U 134 den Frachter Waziristan (5135 BRT). Der Frachter Cold Harbour erreichte, geleitet durch den sowjetischen Zerstörer Urizki, am 12. Januar Murmansk.